# Climatologie
Pour les articles homonymes, voir Climatologie (homonymie).
La climatologie est l'étude du climat et de l'état moyen de l'atmosphère, c'est-à-dire la succession des conditions météorologiques sur de longues périodes dans le temps. Il s'agit d'une branche combinée de la géographie physique et de la météorologie, l'étude du temps à court terme étant le domaine de la météorologie opérationnelle. Un climatologue, ou climatologiste, est un spécialiste qui fait l'étude des variations locales et temporelles des climats grâce aux statistiques des données provenant de plusieurs domaines qui affectent le climat.
Les principaux thèmes de recherche sont l'étude de la variabilité climatique, la classification des climats et l'étude des mécanismes de changement climatique. Une partie de la discipline traite aussi de l'interaction entre climat et société ; que ce soit l'influence du climat sur l'Homme ou de l'Homme sur le climat.

## Description
Contrairement à la météorologie, qui se concentre sur les systèmes et phénomènes météorologiques à court terme pouvant durer jusqu'à quelques semaines, la climatologie étudie la fréquence et les tendances de ces systèmes. Elle étudie la périodicité des évènements météorologiques sur des périodes allant de quelques années à des millénaires, ainsi que les changements dans les régimes météorologiques moyens à long terme, en relation avec les conditions atmosphériques. Les climatologues étudient à la fois la nature des climats — locaux, régionaux ou mondiaux — et les facteurs naturels ou induits par l'homme qui provoquent des changements climatiques.
En règle générale, le climat varie peu, en un endroit donné du globe, sur une durée de l'échelle du siècle. Mais sur des temps géologiques, le climat peut changer considérablement. Par exemple, la Scandinavie a connu plusieurs périodes glaciaires dans le dernier million d'années. L'étude des climats passés est la paléoclimatologie. Cette étude en fonction de l'histoire humaine s'appelle climatologie historique.
La climatologie est constituée d'une multitude de disciplines scientifiques. On y retrouve entre autres les astrophysiciens qui s'intéressent à la quantité d'énergie solaire reçue par la terre, les dynamiciens de l'atmosphère qui s'intéressent aux échanges d'énergie entre les différentes couches de l'atmosphère, les chimistes de l'atmosphère qui étudient la composition de l'air, d'océanographes, de glaciologues, de volcanologues, des géophysiciens, des biochimistes, de biologistes, etc. C'est l'addition du savoir de chacune de ces disciplines qui permet d'obtenir une compréhension globale de l'histoire de notre climat, ainsi que de permettre de faire des projections pour prédire statistiquement son évolution.
Les phénomènes d'intérêt climatologique comprennent la couche limite atmosphérique, les schémas de la circulation atmosphérique, le transfert de chaleur (radiatif, convectif et latent), les interactions entre l'atmosphère, les océans et la surface terrestre (en particulier la végétation, l'utilisation des terres et la topographie), et la composition chimique et physique de l'atmosphère. La connaissance de nombreux paramètres, comme la température à différentes altitudes, l'influence des gaz à effet de serre, l'humidité relative, l'évaporation océanique, est nécessaire pour produire des modèles climatiques numériques et anticiper les changements du climat que l'on peut prévoir à plus ou moins long terme (30 ans).

## Homme et climat: histoire de la climatologie

### Avant leXVIIesiècle
Avant l'observation systématique du temps, il existait déjà un sens inné du climat dans le sens d'une moyenne auquel il était possible de comparer les évènements climatiques (ex : décrire une tempête comme forte sous-entend de savoir ce qu'est une tempête moyenne). L'agriculture nécessite aussi une connaissance empirique du climat, par exemple, de la mousson.
En Europe, les premières traces écrites de climatologie datent de la Grèce antique. Par exemple, Xenophon décrit précisément le climat d'Athènes dans Les Revenus et s'intéresse aux liens entre plantes et climat, Hérodote s'interroge sur le mécanisme des crues du Nil et Aristote fait le lien entre une Terre sphérique et une diminution de la température vers le nord et le sud (à cause de l'angle que font les rayons du Soleil avec la Terre). En 334 av. J.-C., ce même auteur publie aussi les Météorologiques, un traité sur la météorologie qui fera autorité sur le sujet jusque dans les années 1700.
En Chine, la première mention connue du climat date de la dynastie Xia (XXIe siècle-XVIe siècle av. J.-C.) sous la forme d'un texte d'environ 400 mots appelé Xia Xiao Zheng. Ce texte décrit les conditions météorologiques moyennes de chaque mois de l'année.

### Entre leXVIIesiècleet leXIXesiècle
L'invention du thermomètre dans les années 1600 en Italie marque le commencement de mesures de température régulières, indispensables à la climatologie moderne. L'invention du baromètre et du pluviomètre suivent rapidement en 1643 et 1639. Le premier réseau de mesures météorologiques fut créé en 1653 par Ferdinand II de Médicis en Toscane. Puis, en 1664, commence à Paris la plus longue série d'observations météorologiques connue.
En 1683, Edmond Halley publie une carte mondiale des vents basée sur ses expéditions marines. Il décrit en 1686 le principe de la mousson et des alizés. Ensuite, George Hadley lie en 1735 les alizés et la rotation de la Terre par ce qui s'appelle aujourd'hui la/les cellule(s) de Hadley. En Amérique, en 1785, Benjamin Franklin publie la première carte du Gulf Stream et lie ce phénomène à l'action du vent.
En 1838 Claude Pouillet puis Joseph Tyndall attribuent l'effet de serre naturel à la vapeur d'eau et au gaz carbonique. Pouillet affirme qu'une modification de leurs quantités dans l'atmosphère doit se traduire par un changement climatique,.
En 1843, Alexandre von Humboldt, dans un effort de réunir des données éparses et de dégager des lois générales, invente le vocable de climatologie : « Depuis un demi-siècle, on a accumulé des observations de température sous les climats divers sans reconnaître les lois dont elles sont l'expression fidèle, lois qui ne peuvent se manifester qu'en groupant les faits d'après des considérations théoriques ».
En 1882, dans un des premiers livres sur le sujet, Julius von Hann définit la climatologie comme étant « la science des états de l’atmosphère ». Il sépare ainsi la climatologie de la météorologie qu'il définit comme la science de l’atmosphère (au moment présent). Dans ce traité, la climatologie se présente sous deux formes: l'étude de l'état moyen de l'atmosphère (classification des climats…) et l'étude des écarts à cette moyenne.
En 1895, Svante Arrhenius lie l'augmentation du CO2 dans l'atmosphère et un réchauffement sensible de la Terre. Il se base pour cela sur les observations de la lune faites dans l’infrarouge qui donnent une estimation des capacités d’absorption de la vapeur d'eau et du CO2. Malgré des calculs inexacts, il énonce une des premières lois sur l'effet de serre : Si la quantité d’acide carbonique augmente en progression géométrique, l’augmentation de la température suivra, presque avec une progression arithmétique. Il donne pour ordre de grandeur 4 °C en plus pour un doublement du CO2 dans l'air.

### Depuis leXIXesiècle
Malgré les avancées du XIXe siècle, la climatologie n'a, au début du XXe siècle, qu'un impact limité. On étudie surtout les moyennes climatiques, par exemple à travers une classification mondiale des climats.
Durant la Seconde Guerre mondiale, principalement à cause du développement de l'aviation, le réseau de mesures météorologiques s'améliore. L’intérêt pour la météorologie augmente ce qui pousse aussi à un regain d’intérêt pour la climatologie. Le développement de l'informatique permet aussi la création des premiers modèles climatologiques comme celui de Norman Phillps en 1956.

## Domaines d'études
- Études des climats en fonction de la taille des zones géographiques du climat régional au climat local, de leurs positions sur le globe (Classification des climats).
- Création et l'utilisation de modèles climatiques dans le but de comprendre et de prévoir le climat.
- Étude des macrophénomènes climatiques (El Niño, les moussons, l'oscillation de Madden-Julian, l'oscillation nord-atlantique…).
- Étude de l'impact des changements climatiques sur la société et l'environnement.
- Étude des variations anciennes du climat (paléoclimatologie).

## Grands éléments du système climatique

### Atmosphère
L’Atmosphère, terme venant du grec atmos « vapeur humide » et sphère, est l'enveloppe gazeuse qui recouvre la surface terrestre et qui est fondamentale à l'existence des êtres vivants et de la vie en milieu terrestre. Celle-ci joue un rôle majeur dans le cycle de l'eau, l'évaporation donnant les précipitations.
Dans le langage courant, l'atmosphère désigne souvent seulement la troposphère, soit la couche la plus basse qui contient tout le vivant et dans laquelle se jouent les principaux phénomènes météorologiques. Cependant, elle comporte beaucoup plus de niveaux qui sont définis en termes de température, de pression, de charge humide et de mouvements.

#### Couches atmosphériques
Troposphère

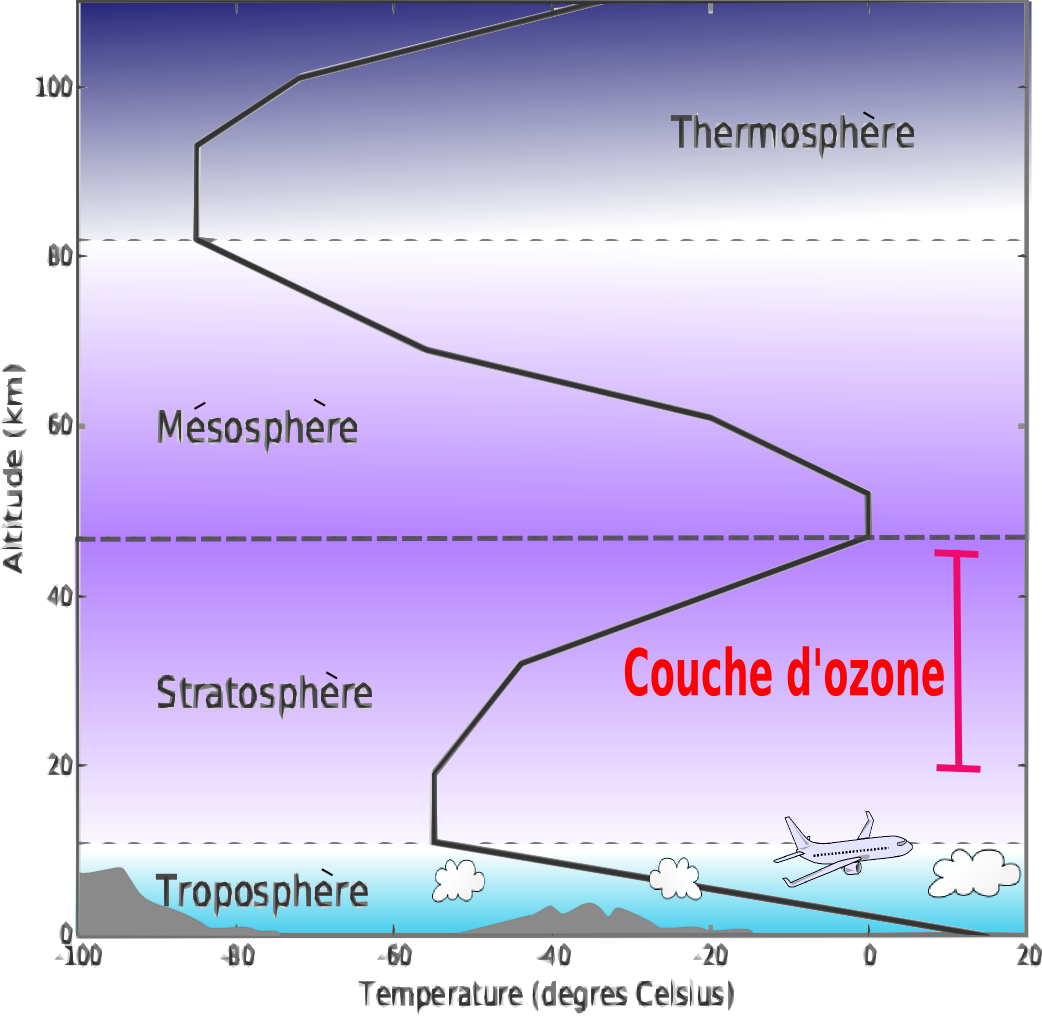
Coupe verticale de l'atmosphère terrestre

La troposphère a une épaisseur moyenne qui varie selon la latitude, 15 à 18 km à l'équateur et moins de 8 km dans les régions polaires, et selon les saisons. La température y diminue avec l'altitude jusqu'à son sommet (troposphère supérieure) car elle tire son énergie à sa base par le rayonnement solaire absorbé par le sol et réémis sous forme d'ondes thermiques infrarouges.
L'air, dans cette basse couche est soumis à d'importantes turbulences. Cette instabilité a pour origine les reliefs ainsi que les contrastes thermiques générés par les grands ensembles continentaux et océaniques. La tropopause constitue sa limite supérieure alors que la température se stabilise (en moyenne autour −57 °C là aussi variable avec la latitude et la saison). Le courant-jet, courant horizontal majeur se retrouve juste sous cette couche.
Stratosphère
Cette couche commence juste au-dessus de la tropopause et s'étend jusqu'à environ 50 km d'altitude. La température s'y remet à augmenter doucement car l'énergie y provient de l'absorption par l'ozone, qu'elle contient près de son sommet, des rayons ultraviolet du Soleil. La stratopause est la limite supérieure de cette couche.
Mésosphère
S'étendant de 50 à 80 km d'altitude, le gradient thermique y redevient négatif pour atteindre une température d'environ −80 °C à son sommet. La mésopause constitue sa limite supérieure.
Ionosphère ou thermosphère
Allant de 80 à 100 km ou plus d'altitude, l'ionosphère voit une augmentation rapide de la température avec l'altitude. On assiste à l'intérieur de cette couche atmosphérique au phénomène de dissociation des molécules d'hydrogène et de dioxygène. La thermopause, sa limite supérieure, reste floue.

### Rôle de l'énergie solaire

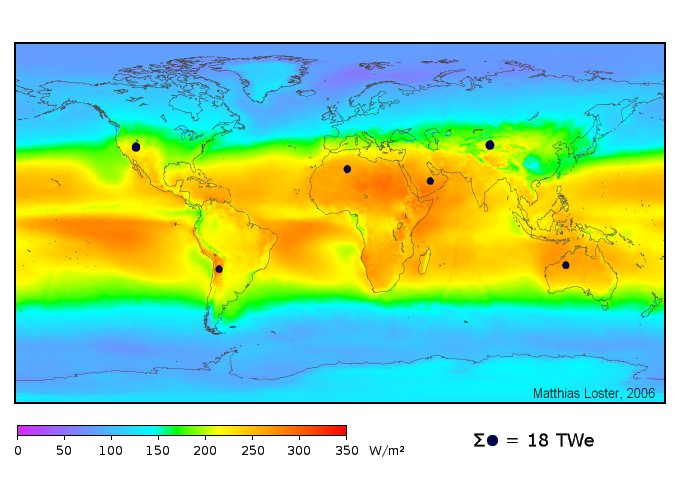
Répartition de l'énergie solaire reçue au sol sur le globe.

### Effet de serre

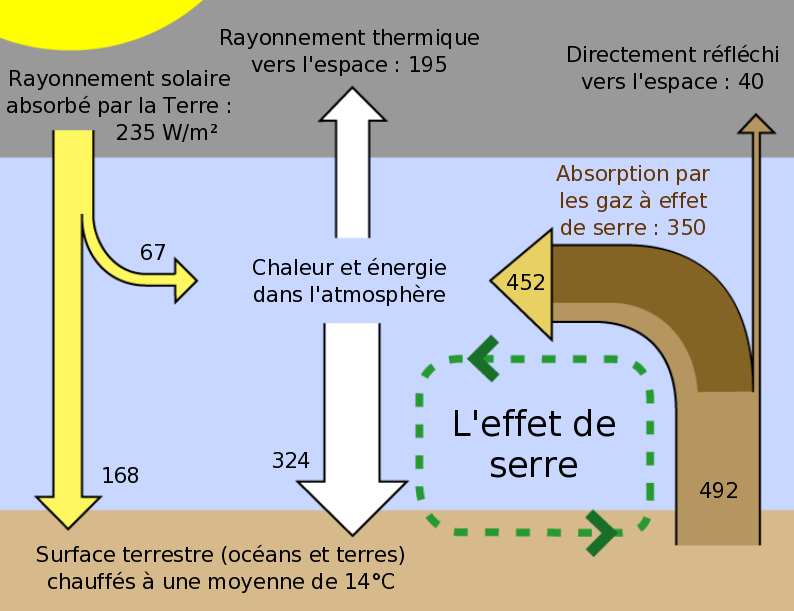
L'effet de serre.

## Évolution du climat
Il ne faut pas confondre les changements climatiques du passé qui traitent des variations climatiques périodiques observées depuis la formation de la Terre avec le changement climatique actuel (également appelé réchauffement climatique) qui traite des effets induits par l'injection massive dans l'atmosphère de CO2 d'origine anthropique depuis la révolution industrielle. Les deux conduisent à des variations de climat considérables affectant la pluviométrie, les vents, les phénomènes violents comme les orages et les tempêtes, l'étendue des glaces, etc. Cependant, alors que les changements climatiques naturels s'étendent sur une longue période (ère glaciaire suivi d'une ère chaude), le réchauffement actuel se produit sur une plus courte durée.

## Risque, aléa et vulnérabilité des sociétés face au climat
La question de l'impact de l'évolution du climat sur le milieu dans lequel évoluent nos sociétés est essentielle. Une des réponses des spécialistes est d'étudier le passé climatique de la Terre (les glaciations et les périodes interglaciaires par exemple) pour en tirer des enseignements (voir paléoclimat), et d'utiliser des modèles de simulation du climat pour tenter d'extrapoler les conséquences d'évolution de certains paramètres (typiquement la température moyenne). Les risques identifiés sont principalement les conséquences d'une augmentation rapide de la température (0,5 °C durant le XXe siècle, à comparer à une augmentation de 1 °C en 1 000 ans lors des périodes de transition interglaciaire). Les conséquences de cette augmentation de température sont, entre autres, l'augmentation du niveau des océans (avec les risques d'inondation des zones côtières), l'accroissement de la désertification, la modification du régime des moussons, l'extinction d'espèces et la diminution de la biodiversité essentiellement.